# Enicospilus brevicornis
Enicospilus brevicornis är en stekelart som först beskrevs av Masi 1939.  Enicospilus brevicornis ingår i släktet Enicospilus och familjen brokparasitsteklar. Inga underarter finns listade i Catalogue of Life.